# یاسین حمید
یاسین حمید (اوکراینی: Ясин Сулейманович Хамід؛ زادهٔ ۱۰ ژانویهٔ ۱۹۹۳) بازیکن فوتبال اهل اوکراین است.
از باشگاه‌هایی که در آن بازی کرده‌است می‌توان به باشگاه فوتبال استال آلچفسک، باشگاه فوتبال شوالان، باشگاه فوتبال روان باکو، و باشگاه فوتبال متالورگ دونتسک اشاره کرد.
وی همچنین در تیم‌های ملی فوتبال Ukraine national under-16 football team, Ukraine national under-17 football team، و Ukraine national under-18 football team بازی کرده‌است.